# Mahmud an-Nukraschi Pascha

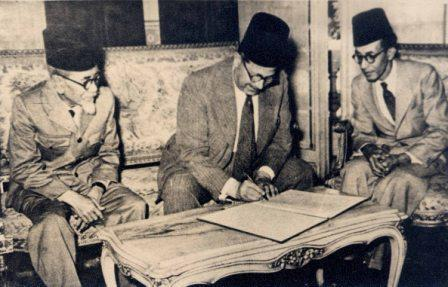
Der Informationsminister Nukraschi Pascha (Mitte) und der indonesische Außenminister Agus Salim unterzeichnen am 10. Juni 1947 einen Freundschaftsvertrag zwischen Ägypten und Indonesien

Mahmud Fahmi an-Nukraschi Pascha (* 24. April 1888 in Alexandrien; † 28. Dezember 1948 in Kairo; ägyptisch-Arabisch Mahmoud Fahmy Elnokrashy, arabisch محمود فهمي النقراشي باشا, DMG Maḥmūd Fahmī an-Nuqrāšī Bāšā) war ein ägyptischer Politiker. Er diente unter König Faruq als Premierminister des Landes (1945–1946 und 1946–1948) und war 1938 einer der Gründer der Saadistischen Institutionellen Partei SIP. 1924 wurde Nukraschi, gemeinsam mit weiteren hochrangigen Politikern der Wafd-Partei, des Mordes am britischen Oberbefehlshaber der ägyptischen Truppen (Sirdar), Sir Lee Stack, angeklagt und schließlich freigesprochen.
Nach der Niederlage der arabischen Staaten im Palästinakrieg wurde er am 28. Dezember 1948 von einem Mitglied der Muslimbruderschaft ermordet. Die Ermordung führte wahrscheinlich im Gegenzug zur Ermordung des islamischen Fundamentalisten Hassan al-Banna. Der König und Nukrashi hatten während des Krieges mit der Bruderschaft zusammengearbeitet und diese auch mit Waffen versorgt. Sein Nachfolger wurde Ibrahim Abdel Hadi Pascha.
Nukraschis Regierung wurde durch die Empörung der ägyptischen Öffentlichkeit, inklusive der islamischen Geistlichkeit über die Niederlage destabilisiert. Am 26. Juli 1952 wurde König Faruq durch einen Militärputsch unter Mohamed Naguib abgesetzt. Am 18. Juni 1953 wurde Ägypten eine Republik.